# Leonie Walsh
Leonie Walsh es miembro de la Academia Australiana de Ciencias Tecnológicas y fue la primera científica principal en Victoria, de 2013 a 2016,   así como la embajadora inaugural de Women in STEM  y la primera mujer presidenta del Grupo de Investigación Industrial de Australia. Fue la representante de Victoria en el Foro de Científicos Jefes de Australia.   Walsh recibió un doctorado honoris causa (HonDUniv) por sus contribuciones en liderazgo de empresas científicas, innovación y liderazgo comunitario, de la Universidad Tecnológica de Swinburne.  Walsh fue juez en los premios Westpac 100 Women of Influence en 2016.

## Primeros años
Walsh se crio en un pueblo rural y desarrolló un interés temprano por las matemáticas y la química. Asistió a la Escuela Técnica Mildura, donde sus profesores de química, física y matemáticas la alentaron. A Walsh le diagnosticaron leucemia mieloide crónica en 1998 y recibió un trasplante de médula ósea de su hermana Susan. Leonie se unió al Bone Marrow Donor Institute (BMDI) poco después del trasplante de médula ósea para brindar apoyo a los pacientes y familias necesitados. Después de una pausa en BMDI, debido a compromisos laborales en el extranjero, Leonie se reincorporó a la junta directiva de la Fight Cancer Foundation (anteriormente BMDI). Leonie continuó en la junta durante tres años antes de ser nombrada presidenta de la Fight Cancer Foundation a principios de 2015 con un puesto relacionado en la junta del Registro Australiano de Donantes de Médula Ósea. 

## Carrera
Leonie Walsh es una líder y asesora experimentada en innovación tecnológica con más de 30 años de experiencia en una amplia gama de industrias y aplicaciones con empresas como Visy, South East Water y Henkel en Victoria e internacionalmente para Dow Chemical. Fue la primera científica principal en Victoria entre 2013 y 2016. En esta capacidad, Leonie fue miembro contribuyente del Consejo Asesor Ministerial de Industrias Futuras, brindó contribuciones a las actividades del Estado de Educación y al plan STEM a través del Panel Asesor de Industrias Futuras STEM de Escuelas Tecnológicas, representó a Victoria en el Foro de Científicos Jefes Australianos y participó en una variedad de comités asesores gubernamentales e industriales y paneles de evaluación de financiación que abarcan innovación, educación, nuevas energías, TIC y manufactura avanzada.

Walsh tiene una licenciatura y una maestría de la Universidad de Swinburne, un MBA de la Escuela Australiana de Graduados en Administración y es miembro de la Academia Australiana de Ciencias Tecnológicas e Ingeniería. Walsh también recibió un doctorado honoris causa de la Universidad Tecnológica de Swinburne por sus contribuciones a la ciencia, la innovación y la comunidad. El enfoque más reciente de Walsh ha sido en los sectores de energía renovable y tecnología limpia, con roles actuales que incluyen el de presidente de la junta directiva del Centro de Nuevas Tecnologías Energéticas (C4NET), miembro del Foro de Servicios de Energía Comercial de AusNet Services y miembro de la junta directiva del Victorian Cleantech Cluster. y el Fondo de Tecnología Limpia de Victoria.   También ha trabajado en almacenamiento de energía y nuevas tecnologías energéticas  con organizaciones como ACOLA, en las "Oportunidades de almacenamiento e implementación de energía" en Australia. 

## Defensa de las carreras STEM
Walsh también es una defensora de las mujeres en STEM, mentora de IMNIS y fue oradora invitada sobre liderazgo en STEM. Ha hablado en los medios varias veces, defendiendo las carreras de las mujeres en la tecnología y la ciencia.     Ha hablado sobre la exploración de diferentes carreras científicas en un evento de Changing Science para la Semana de la Ciencia en la Universidad de Melbourne. Ella es una defensora de la tutoría y de atraer y retener a más mujeres en carreras STEM.  También habla sobre cómo romper con los estereotipos entre las carreras científicas y tecnológicas en la industria y el mundo académico. 

## Premios, honores y reconocimientos
- 2016 – 2019 – Embajadora inaugural de Mujeres en STEMM Australia. [21]
- 2016 – Juez de los premios ANZ Sunraysia Daily Mildura Innovation. [13]
- 2015 – Presidente y Presidenta de la Fundación Lucha contra el Cáncer. [20]
- 2014 – Doctorado honoris causa de la Universidad, Universidad Tecnológica de Swinburne
- 2013 – 2016 Científico principal inaugural del gobierno de Victoria
- 2012 – Miembro de la Academia de Tecnología e Ingeniería